# Villa von der Heydt (Kerstenplatz)
Die Villa von der Heydt am Kerstenplatz (auch Haus von der Heydt genannt) in Elberfeld war das Stammhaus der Bankier- und Kaufmannsfamilie von der Heydt. Die Villa lag in unmittelbarer Nähe zu dem später, am Ende des 19. Jahrhunderts, erbauten Bankhaus von der Heydt-Kersten & Söhne am Neumarkt und wurde im Zweiten Weltkrieg zerstört.

## Geschichte
Daniel Heinrich von der Heydt (1767–1832) übernahm 1807 nach dem Tode seines Schwiegervaters Abraham Kersten ganz die Firmenleitung des Bankhauses, nachdem er 1798 Teilhaber geworden war. Er bezog 1815 das Kerstensche Haus, das im Adressbuch zunächst als C.613 – später unter Hausanschrift Kerstenplatz 6 geführt wurde. Seitdem bildet es das Stammhaus derer von der Heydt in Elberfeld.
Gegen Ende des 19. Jahrhunderts wurde stilistisch die Fassade des Hauses überarbeitet, dies geschah wahrscheinlich zeitnah um 1880 mit dem Neubau des Bankhauses von der Heydt Kersten am Neumarkt.
Bei dem Luftangriff auf Elberfeld in der Nacht vom 24. auf den 25. Juni 1943 im Zweiten Weltkrieg wurde das Haus, wie viele andere im Umkreis, zerstört.

## Beschreibung
Dieses freistehende Stadthaus am Kerstenplatz wurde als Wohn- und Geschäftshaus genutzt; nach regionaler Tradition wurden im Untergeschoss die Bankgeschäfte abgewickelt, während die beiden oberen Geschosse dem Privatleben zugedacht waren. Vom Gebäude sind weder Bauakten noch offizielle Grundrisse erhalten, aufgrund zweier fotografischer Aufnahmen von der Straßenfront und eines Stadtplans aus dem Jahr 1849 lässt sich auf einen nahezu quadratischen Grundriss schließen. An der rückwärtigen Front zeigt der Grundriss einen kleinen Mittelrisaliten, in dem sich die Abortanlagen befanden. Das Haus ist in Massivbauweise erstellt worden und folgt der klassizistischen Bauweise. Die Front zur Straßenseite hin war fünfachsig und mit einem mittig liegenden Eingang versehen, zu dem eine doppelseitige fünfstufige Freitreppe führte. Der Dreiecksgiebel war kräftig profiliert und hatte ein betontes Dachgesims. In dem Dreiecksgiebel befand sich ein großes kreisförmiges Rosettenfenster, hinter dem sich wohl die Schlafgemächer der Familie befanden. Dieses Fenster wurde durch zwei aufsteigende Löwen (vermutlich soll es die Bergischen Löwe zeigen, das Wagenrad haltend, was wohl ein Zeichen für den Handel darstellen soll) an der Umrahmung gehalten, so dass die Form an ein Wagenrad erinnert. Diese wurden wohl gegen Ende des 19. Jahrhunderts hinzugefügt. Weiter befanden sich auf dem Dach jeweils seitlich drei Dachgauben.
Vereinzelt wird die Jahresangabe 1754 in der Literatur als Erbauungsjahr angegeben, dies ist aber aufgrund der Architektur wenig glaubhaft, so lässt sich ein Vorgängerbau aus dem gleichen Jahr wie die Gründung des Bankhauses der Gebrüder Kersten vermuten. Der Autor Hermann J. Mahlberg vermutet weiterhin, dass die Villa von der Heydt auf dem Fundamenten des alten Kerstenschen Hauses errichtet wurde, das wohl – typisch für seine Zeit – ein Fachwerkbau mit Kellerausbau und Werksteinsockel gewesen sein könnte. Der Architekt des Hauses ist nicht überliefert; es lässt sich vermuten, dass es ein namhafter Architekt zur damaligen Zeit war, wie beispielsweise Adolph von Vagedes.